# Формула Фейнмана — Каца
Формула Фейнмана — Каца — математическая формула, устанавливающая связь между дифференциальными уравнениями с частными производными (специального типа) и случайными процессами. Названа в честь физика Ричарда Фейнмана и математика Марка Каца. 
В частности, эта формула дает метод решения уравнения с частными производными с помощью траекторий случайного процесса (так называемый метод Монте-Карло). И наоборот, математическое ожидание случайного процесса может быть вычислено как решение соответствующего уравнения с частными производными.

## Формулировка в одномерном случае
Рассмотрим дифференциальное уравнение
{\displaystyle {\frac {\partial u}{\partial t}}+\mu (x,t){\frac {\partial u}{\partial x}}+{\tfrac {1}{2}}\sigma ^{2}(x,t){\frac {\partial ^{2}u}{\partial x^{2}}}-V(x,t)u+f(x,t)=0\qquad (*)}
с неизвестной функцией {\displaystyle u=u(x,t)}, в котором {\displaystyle x\in \mathbb {R} } и {\displaystyle t\in [0,T]} — независимые переменные, {\displaystyle \mu ,\sigma ,V,f} — известные функции.
Формула Фейнмана — Каца утверждает, что решение уравнения (*) с начальным (в обратном времени) условием
{\displaystyle u(x,T)=\psi (x),}
может быть выражено как условное математическое ожидание
{\displaystyle u(x,t)=E^{Q}\left[\int _{t}^{T}e^{-\int _{t}^{s}V(X_{\tau })\,d\tau }f(X_{s},s)ds+e^{-\int _{t}^{T}V(X_{\tau })\,d\tau }\psi (X_{T})\ {\bigg |}\ X_{t}=x\right],}
где {\displaystyle Q} — вероятностная мера, такая что случайный процесс {\displaystyle X_{t}} является процессом Ито, описываемым стохастическим уравнением 
{\displaystyle dX_{t}=\mu (X_{t},t)\,dt+\sigma (X_{t},t)\,dW_{t}^{Q},\qquad (**)}
в котором {\displaystyle W_{t}^{Q}} — винеровский процесс, с начальным условием 
{\displaystyle X_{0}=x}.

## Многомерный вариант
Формула Фейнмана — Каца имеет многомерный аналог, когда переменная 
{\displaystyle x=(x_{1},\ldots ,x_{n})\in \mathbb {R} ^{n}}.
В этом случае дифференциальное уравнение (*) имеет вид 
{\displaystyle {\frac {\partial u}{\partial t}}+\sum _{i=1}^{n}\mu _{i}(x,t){\frac {\partial u}{\partial x_{i}}}+{\tfrac {1}{2}}\sum _{i=1}^{n}\sum _{j=1}^{n}\gamma _{ij}(x,t){\frac {\partial ^{2}u}{\partial x_{i}\partial x_{j}}}-V(x,t)u+f(x,t)=0}
и n-мерный случайный процесс {\displaystyle X_{t}} описывается стохастическим уравнением 
{\displaystyle dX_{t}=\mu (X_{t},t)\,dt+\Sigma (X_{t},t)\,dW_{t}^{Q},}
в котором {\displaystyle \mu } — это вектор-столбец {\displaystyle (\mu _{1},\ldots ,\mu _{n})},  
{\displaystyle W_{t}^{Q}} — n-мерный винеровский процесс, {\displaystyle \Sigma =(\sigma _{ij})} — квадратная матрица порядка n, связанная  
с матрицей {\displaystyle \Gamma =(\gamma _{ij})} формулой 
{\displaystyle \Gamma =\Sigma \cdot \Sigma ^{*},}
звёздочка означает транспонирование. 